# مكون متمم 8

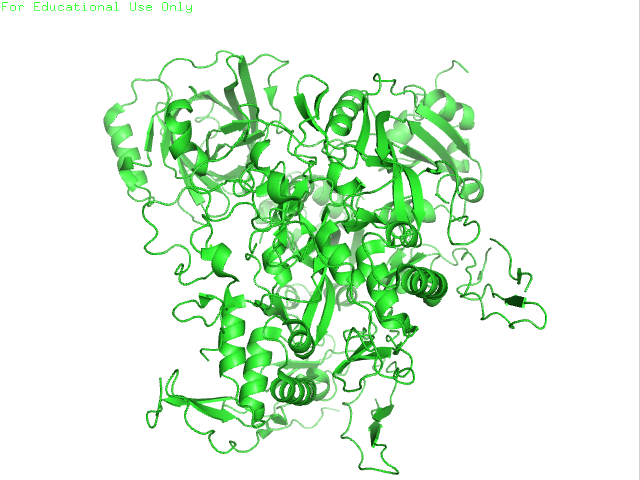
بنية بلورية عالية الوضوح للمكون المتمم 8

مركب مهاجمة الغشاء. بعض العناوين بالبولندية

مكون متمم 8 هو بروتين من جملة المتممة. يُعتبر جزءًا من مركب مهاجمة الغشاء (MAC).
قد يؤدي النقص الوراثي في المتمم 8 إلى زيادةٍ في القابلية للعدوى بالنيسرية، مثل التهاب السحايا ومرض السيلان.

## الهيكلية
المتمم 8 هو ثلاثي مغاير (heterotrimer)، يتكون من 3 وحداتٍ فرعية. تُسمى هذه الوحدات بسلاسل المكون المتمم ألفا وبيتا وغاما، وتُشفر بواسطة جينات C8A وC8B وC8G على الترتيب.

## روابط خارجية
- Complement+C8 في المكتبة الوطنية الأمريكية للطب نظام فهرسة المواضيع الطبية (MeSH).